# Флетт, Дэйв
Дэвид (Дэйв) Флетт (англ. David Flett; 2 июня 1951, Абердин, Шотландия) — британский гитарист, участник групп «The Captain Matchbox Whoopee Band» (1974—1975), «Manfred Mann’s Earth Band» (1975—1978), «Thin Lizzy» (1979).

## Биография
Флетт начал свою музыкальную карьеру в Абердин с местными группами Cat Squirrel, Once Upon a Band и Pinto. Затем он переехал в Лондон и присоединился к группе Jock, все участники которой были выходцами из Абердина. Когда он жил в Лондоне, его порекомендовали Манфреду Манну, после чего он стал участником Manfred Mann's Earth Band, и после месяца интенсивных репетиций дебютировал с группой на осеннем туре 1975 года по Америке. Записал с группой два альбома: The Roaring Silence (1976) и Watch (1978), которые включали 2 хит-сингла: «Blinded by the Light» и «Davy’s on the Road Again» соответственно.
Покинув Manfred Mann’s Earth Band в 1978 году, он недолго гастролировал как временный член Thin Lizzy после того, как Гэри Мур покинул группу после концерта на 4 июля 1979 года.
Покинув Thin Lizzy, Флетт создал с Мэттом Ирвингом группу Special Branch, которая однако существовала недолго.